# بوسه (فیلم ۱۹۶۳)
بوسه (انگلیسی: Kiss) فیلمی به کارگردانی اندی وارهول است که در سال ۱۹۶۳ منتشر شد. از بازیگران آن می‌توان به ماریسول اسکوبار و اد ساندرز اشاره کرد.